# Сьо Чу
Сьо Чу (яп. 尚 忠; 1391 — 3 грудня 1444) — 2-й ван Рюкю в 1439—1444 роках. В китайських джерелах відомий як Шан Чжун.

## Життєпис
Другий син вана Сьо Хасі та старшої доньки Іха-адзі. Народився 1391 року. Брав участь у походах батька проти князівства Хокудзан. 1422 року Сьо Хасі, що став на той час володарем князівства Тюдзан призначив Чу намісником (кансю) захопленого Хокудзана. 1429 року брав участь у підкоренні князівства Нандзан.
1439 року після смерті батька успадкував трон. Продовжив внутрішню і зовнішню політику батька. Головним напрямком обрав для себе розвиток торгівлі, що приносили до ванської скарбниці чималі статки. Було встановлено політики та торгівельні відносини з державою Маджапагіт. 
Розпочав політику підкорення островів Токара і Амамі (частину архіпелагу Рюкю), що знаходяться на південь від Окінави. Втім не завершив їх підкорення до самої смерті. 
1442 року відправив офіційне посольство до Китаю, яке підтвердило зверхність династії Мін над Рюкю. Помер Сьо Чу 1444 року. Йому спадкував син Сьо Сітацу.